# Rhynchostruthus louisae
Il frosone somalo (Rhynchostruthus louisae Lort Phillips, 1897) è un  uccello passeriforme della famiglia dei Fringillidi.

## Etimologia
Il nome scientifico della specie, louisae, venne scelto in omaggio alla moglie del suo scopritore, Louisa Gunnis.

## Descrizione

### Dimensioni
Misura 15 cm di lunghezza, per un peso di 23-26 g.

### Aspetto
Si tratta di uccelli dall'aspetto massiccio e robusto, muniti di grossa testa e forte becco conico, dall'aspetto vagamente simile a un frosone o a un padda.
Il piumaggio è grigio su tutto il corpo, più chiaro su petto e ventre, più scuro su testa e dorso e tendente al bruno su fronte e calotta, mentre faccia e gola sono nere, così come nere sono le remiganti e la coda (queste ultime con le caratteristiche barre laterali gialle), mentre il sottocoda è bianco. I maschi presentano colorazione più vivida e nero facciale più esteso rispetto alle femmine, tuttavia il dimorfismo sessuale non è molto marcato. In ambedue i sessi il becco è nero, le zampe sono di colore carnicino-nerastro e gli occhi sono di colore bruno scuro.

## Biologia
Si tratta di uccelli molto poco conosciuti e studiati, sia in virtù del fatto che sono stati a lungo considerati una sottospecie piuttosto che una specie a sé stante, che a causa delle difficoltà a fare studi sul campo per via della guerra civile in Somalia: si ritiene tuttavia che il loro stile di vita non differisca significativamente da quello delle altre specie congeneri, diurne e lievemente gregarie.

### Alimentazione
La dieta di questi uccelli si compone perlopiù di semi, germogli, bacche e frutti, specialmente di ginepro ed euforbiacee.

### Riproduzione
Mancano informazioni riguardo alla riproduzione di questi uccelli: si ritiene tuttavia che essa non differisca significativamente da quanto osservabile nelle specie congeneri e più in generale nei fringillidi.

## Distribuzione e habitat
Il frosone somalo è endemico della Somalia, della quale occupa la porzione montuosa settentrionale del Somaliland e del Puntland: il suo habitat è rappresentato dalle aree rocciose semiaride a rada copertura cespugliosa e arborea (come gli uadi), con prevalenza di ginepro, acacia ed euforbiacee.

## Sistematica
A lungo questi uccelli sono stati classificati come sottospecie del frosone di Socotra, col nome di R. socotranus louisae: attualmente si ritiene tuttavia che questi uccelli rappresentino una specie a sé stante.